# Alaeddine Yahia
Alaeddine Yahia (Colombes, 26 settembre 1981) è un ex calciatore francese naturalizzato tunisino, di ruolo difensore.

## Carriera

### Club

#### Guingamp
Nato a Colombes, fuori Parigi, inizia la sua carriera al Louhans-Cuiseaux, per poi essere aggregato al Guingamp, con cui gioca la prima partita in Division 1 il 13 aprile 2002, nella vittoria casalinga per 2-1 contro il Bordeaux. Rimane a Guingamp fino al 2004, collezionando 36 presenze e una rete.

#### Saint-Étienne
Dopo una deludente esperienza senza presenze al Southampton nel 2004, Yahia viene acquistato dal Saint-Étienne dove viene impiegato perlopiù da gregario per due stagioni di Ligue 1.

#### Sedan e Nizza
Nel 2006 si trasferisce al neopromosso Sedan con cui però retrocede a fine Ligue 1 2006-2007. A metà della successiva stagione, in seconda divisione, il 22 dicembre 2007 il difensore si trasferisce in prestito per sei mesi al Nizza, ritornando in massima serie francese.

#### Lens
Il 1º settembre 2008 diventa un nuovo giocatore del Lens, club di Ligue 2. Il 24 settembre 2008 esordisce coi sangue-oro nella partita di Coppa di Lega vinta 3-0 contro il Lorient. A fine stagione è uno dei protagonisti della vittoria della Ligue 2 2008-2009 e della conseguente promozione in prima divisione.
Nella stagione 2009-2010 diventa titolare e mette a referto 39 presenze complessive che fanno di lui il terzo giocatore più impegnato del Lens. Il 16 marzo 2010 prolunga il contratto fino al 2014. Conclude la stagione dando un importante contributo alla salvezza della squadra, venendo inoltre votato dai tifosi miglior giocatore del Lens.
La stagione 2010-2011 è più complicata sia per lui che per la squadra. Durante il Derby del Nord contro il Lilla allo Stadio Félix Bollaert, match valido per la quinta giornata di Ligue 1, il guardalinee Emmanuel Boisdenghien viene colpito alla testa da un oggetto lanciato da un tifoso del Lens e soffre per questo di vertigine. Yahia accusa l'assistente arbitrale ai media di aver "mitizzato" l'accaduto e di aver simulato lo stordimento, avendo ricevuto solo un pezzo di carta. Il difensore non giustifica tuttavia il gesto del tifoso che definisce "vile". Per queste affermazioni, è stato convocato dal Consiglio etico della Federcalcio francese e gli è stata inflitta la sospensione per una partita. Il tribunale di Caen, incaricato del caso per conto dell'assistente dell'arbitro, gli ha inflitto poi una multa di 5.000 euro per diffamazione e lo ha condannato a pagare la stessa somma al denunciante a titolo di risarcimento danni. Il Lens conclude la stagione al penultimo posto in Ligue 1 e retrocede in seconda serie.
Nonostante la volontà di rimanere in massima serie, Yahia partecipa alla preparazione prestagionale del Lens nell'estate 2011. Anche se in trattativa col Valenciennes a luglio, il difensore rimane alla fine nei sangue-oro, con cui disputa comunque un campionato al di sotto delle aspettative (12ª posizione finale).
Dopo un'altra annata in seconda divisione, nella stagione 2013-2014 Yahia rientra nella squadra tipo ai Trophées UNFP della Ligue 2 2013-2014, campionato conclusosi con la promozione del Lens. Lascia i sangue-oro dopo sei anni e dopo aver disputato in campionato 177 partite e realizzato 14 gol.

#### Caen
Rimasto svincolato, nel 2014 si aggrega al Caen, club di Ligue 1. Debutta con la nuova maglia il 28 ottobre 2014 contro il Clermont in Coppa di Lega, mentre l'esordio in campionato arriva il 1º novembre 2014, quando sostituisce l'infortunato Yrondu Musavu-King nella partita contro il Metz; quest'ultimo debutto non si rivela uno dei più fortunati per Yahia che negli ultimi minuti di gioco, sul risultato di 2-2, atterra in area Modibo Maïga, decretando il rigore poi trasformato da Florent Malouda che porta al successo il Metz. Alla sedicesima giornata segna la prima rete col Caen contro il Guingamp, sua ex squadra, in una partita persa però 5-1.

#### Nancy
Dopo tre anni in Normandia, nel 2017 si trasferisce al Nancy con cui sottoscrive un contratto valido per una sola stagione. Dopo essersi allenato nell'estate 2018 coi dilettanti dell'Arras, l'11 ottobre dello stesso anno annuncia il suo ritiro dal calcio e la volontà di intraprendere una nuova carriera come agente di giocatori.

### Nazionale
Seppur nato in Francia, Yahia ha sempre deciso di rappresentare la nazionale tunisina, con cui ha conquistato l'oro ai Giochi del Mediterraneo 2001. Il 20 novembre 2002 gioca la prima partita con la maglia della nazionale maggiore contro l'Egitto (pareggio per 0-0) e vince la Coppa d'Africa 2004 giocata in casa. Nello stesso anno disputa le Olimpiadi ad Atene e due anni più tardi è convocato da Roger Lemerre per i Mondiali 2006 in Germania. Durante la Coppa del Mondo conta una sola presenza, entrando al 57º minuto di gioco nella partita contro la Spagna.
Il 30 ottobre 2008 viene escluso dal giro della nazionale insieme a Saber Ben Frej per motivi disciplinari, salvo poi essere reintegrato due anni dopo. L'ultima apparizione di Yahia con le Aquile di Cartagine risale al 19 novembre 2014 contro l'Egitto, mentre nel 2015 rifiuta la convocazione del c.t. Georges Leekens per la Coppa d'Africa per potersi concentrare meglio sulla sua squadra di club, il Caen, all'epoca in difficoltà in campionato.

## Palmarès

### Club

#### Competizioni nazionali
- Ligue 2: 1

Lens: 2008-2009